# Miraflor
Miraflor är en ort i Mexiko.   Den ligger i kommunen Chilapa de Álvarez och delstaten Guerrero, i den södra delen av landet, 210 km söder om huvudstaden Mexico City. Miraflor ligger 1 572 meter över havet och antalet invånare är 272.
Terrängen runt Miraflor är kuperad, och sluttar västerut. Runt Miraflor är det ganska glesbefolkat, med 42 invånare per kvadratkilometer. Närmaste större samhälle är Chilapa de Alvarez, 4,0 km nordväst om Miraflor. Omgivningarna runt Miraflor är en mosaik av jordbruksmark och naturlig växtlighet.